# István Tóth (kanotist)
István Tóth är en ungersk kanotist.
Han tog bland annat VM-silver i K-2 10000 meter i samband med sprintvärldsmästerskapen i kanotsport 1985 i Mechelen.